# Gottlieb Söhngen
Gottlieb Clemens Söhngen (ur. 21 maja 1892 w Kolonii; zm. 14 listopada 1971 w Monachium) – niemiecki teolog i filozof.

## Życiorys
Gottlieb Söhngen pochodził z tzw. „małżeństwa mieszanego”, co wywarło później wpływ na jego zainteresowanie kwestiami ekumenicznymi. Po ukończeniu Kaiser-Wilhelm-Gymnasium w Kolonii studiował teologię i filozofię w Monachium, Bonn, Kolonii i Tybindze. Do jego nauczycieli należeli m.in. Oswald Külpe i Clemens Baeumker, pod kierunkiem którego napisał i obronił w 1914 rozprawę Über analytische und synthetische Urteile. Eine historisch-kritische Untersuchung zur Logik des Urteils i uzyskał stopień doktora z zakresu filozofii.
W 1917 roku przyjął w Kolonii święcenia kapłańskie. W latach 1917–1923 sprawował posługę duszpasterską w różnych parafiach oraz był nauczycielem w różnych szkołach wyższych. Od 1924 do 1930 pełnił funkcję dyrektora administracyjnego w Akademii Alberta Wielkiego (Albert-Magnus-Akademie) w Kolonii. W dziedzinie teologii uzyskał stopień doktora w 1930 roku na podstawie pracy Sein und Gegenstand. Das scholastische Axiom ens et verum convertuntur als Fundament metaphysischer und theologischer Spekulation. W 1931 roku uzyskał habilitację na uniwersytecie w Bonn przedstawiając pracę Teilhabe am göttlichen Wissen. Tam wykładał również jako privatdozent do 1937 roku.

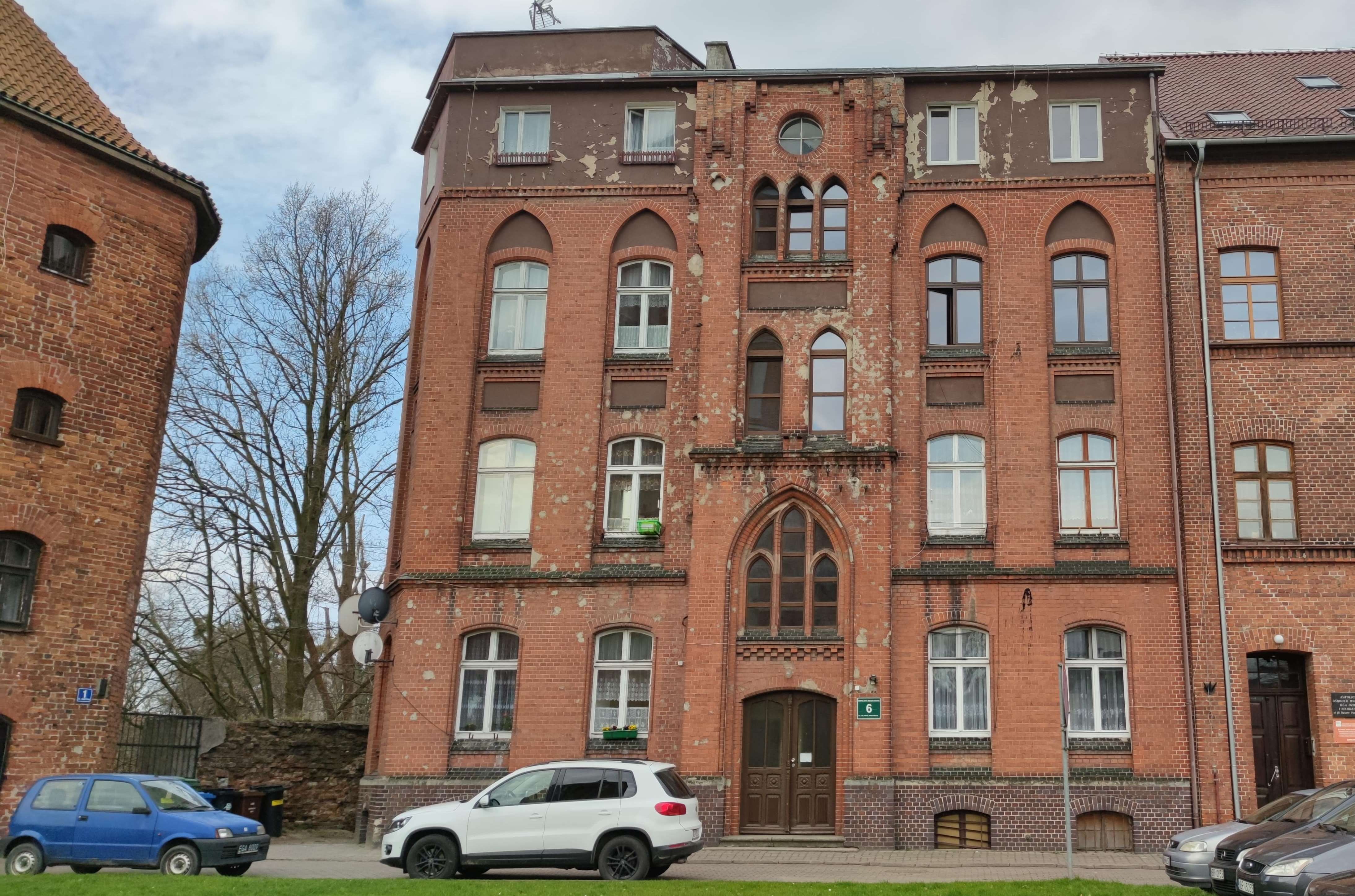
Tu u sióstr katarzynek w latach 1937–1944 mieszkał w Braniewie prof. Söhngen

W 1937 otrzymał stanowisko profesora teologii fundamentalnej w Państwowej Akademii w Braniewie w Prusach Wschodnich. Pracę w Braniewie rozpoczął 13 września 1937 roku, zamieszkując w budynku klasztornym sióstr katarzynek przy ul. Klosterstraße 8 (współcześnie ul. Reginy Protmann 6). Wykładał teologię fundamentalną do semestru zimowego 1944/1945. Pod koniec 1944 wyjechał na pogrzeb rodziców do Kolonii, którzy zginęli podczas alianckich bombardowań i nie zdążył już powrócić do Braniewa. Jego bogata biblioteka zginęła tam w wojennej pożodze. W 1946 podjął w Bonn wykłady z teologii fundamentalnej i chrześcijańskiej jako profesor nieetatowy (gastprofessor). Od 1947 do przejścia na emeryturę, wykładał na nowo utworzonym wydziale teologicznym na Uniwersytecie Monachijskim propedeutykę i teologię fundamentalną. Tutaj próbował dokonać syntezy współczesnej filozofii i scholastyki. To z jego inicjatywy, a także dzięki jego mocnemu uporowi, Joseph Ratzinger – przyszły papież Benedykt XVI – mimo silnego oporu wpływowego współpracownika wydziału Michaela Schmausa – uzyskał w 1957 habilitację na podstawie rozprawy „Pojęcie Objawienia i teologia historii u św. Bonawentury” (Das Offenbarungsverständnis und die Geschichtstheologie Bonaventuras). Wcześniej też, w 1953 Ratzinger pisał pod kierunkiem Söhngena pracę doktorską „Lud i Dom Boży w doktrynie kościelnej św. Augustyna” (Volk und Haus Gottes in Augustins Lehre von der Kirche), ta rozprawa obroniona została z wyróżnieniem summa cum laude.
W 1958 Gottlieb Söhngen przeszedł na emeryturę.
4 kwietnia 1968 roku papież Paweł VI uhonorował go tytułem prałata Jego Świątobliwości.
Gottlieb Söhngen zmarł 14 listopada 1971 roku w Monachium. Podczas uroczystej mszy św. w Kolonii, w kościele Świętej Agnieszki, mowę pogrzebową wygłosił jego uczeń Joseph Ratzinger.